# Schmalach
Schmalach (fränkisch: Schmohla) ist ein Gemeindeteil des Marktes Lehrberg im Landkreis Ansbach (Mittelfranken, Bayern). Schmalach liegt in der Gemarkung Brünst.

## Geografie
Unmittelbar südlich des Dorfs entspringt der Hohlgraben, ein rechter Zufluss des Wernsbachs, der mit dem Zellbach (links) zur Rippach zusammenfließt. Im Norden liegt das Waldgebiet Brandhölzer. Die Staatsstraße 2255 führt an Gödersklingen vorbei nach Rügland (5,5 km nördlich) bzw. am Röshof vorbei nach Ansbach (6,5 km südlich). Die Kreisstraße AN 21 führt nach Brünst (0,5 km südwestlich). Eine Gemeindeverbindungsstraße führt nach Wüstendorf (1,2 km östlich).

## Geschichte
Der Ort wurde im Würzburger Lehenbuch, das im Zeitraum zwischen 1303 und 1313 entstanden ist, als „Smaleich“ erstmals urkundlich erwähnt. Der Ortsname leitet sich von einem gleichlautenden Flurnamen ab, dessen Bestimmungswort „smal“ (mhd.: von geringer Ausdehnung, klein) ist. Demnach wurde damit ein kleiner Eichenwald bezeichnet.
Im 16-Punkte-Bericht des Oberamtes Ansbach von 1684 wurden für Schmalach 9 Mannschaften verzeichnet. Grundherren waren das Hofkastenamt Ansbach (2 Anwesen), das Stiftsamt Ansbach (5), der Bürgermeister und Rat zu Ansbach (1) und der Bischof von Würzburg (1). Das Hochgericht und die Dorf- und Gemeindeherrschaft übte das brandenburg-ansbachische Hofkastenamt Ansbach aus.
Gegen Ende des 18. Jahrhunderts gab es in Schmalach 10 Anwesen und ein Gemeindehirtenhaus. Das Hochgericht und die Dorf- und Gemeindeherrschaft übte weiterhin das Hofkastenamt Ansbach aus. Grundherren waren das Fürstentum Ansbach (Hofkastenamt Ansbach: 1 Gütlein; Stiftsamt Ansbach: 2 Halbhöfe, 1 Gut, 1 Gütlein, 1 Wirtshaus; Pfarrei Weihenzell: 1 Halbhof; Kaplanei Lehrberg: 1 Gütlein), das Verwalteramt Burgbernheim des Juliusspitals Würzburg (1 Gut) und der Ansbacher Eigenherr von Appold (1 Hof). Es gab zu dieser Zeit 14 Untertansfamilien, von denen 11 ansbachisch waren. Von 1797 bis 1808 unterstand der Ort dem Justiz- und Kammeramt Ansbach.
Im Rahmen des Gemeindeedikts wurde Schmalach dem 1808 gebildeten Steuerdistrikt Brünst und der 1811 gegründeten Ruralgemeinde Brünst zugeordnet. Im Zuge der Gebietsreform in Bayern wurde diese am 1. Januar 1978 nach Lehrberg eingemeindet.

## Einwohnerentwicklung
| Jahr      | 001818 | 001840 | 001861 | 001871 | 001885 | 001900 | 001925 | 001950 | 001961 | 001970 | 001987 | 002008 |
| Einwohner | 56     | 64     | 75     | 85     | 73     | 75     | 67     | 105    | 75     | 78     | 78     | 68     |
| Häuser    | 11     | 12     |        |        | 15     | 14     | 14     | 12     | 12     |        | 15     |        |
| Quelle    | [ 15 ] | [ 16 ] | [ 17 ] | [ 18 ] | [ 19 ] | [ 20 ] | [ 21 ] | [ 22 ] | [ 23 ] | [ 24 ] | [ 25 ] | [ 1 ]  |

## Religion
Der Ort ist seit der Reformation evangelisch-lutherisch geprägt und bis heute nach St. Johannes (Wernsbach bei Ansbach) gepfarrt. Die Einwohner römisch-katholischer Konfession waren zunächst nach St. Ludwig (Ansbach) gepfarrt, seit 1970 ist die Pfarrei Christ König (Ansbach) zuständig.